# Handlungslehrling
Handlungslehrling ist eine Bezeichnung für Auszubildende im kaufmännischen Bereich.

## Gesetzliche Regelung
Der Handlungslehrling war im sechsten Abschnitt des ersten Buches des Handelsgesetzbuchs (HGB) normiert. Die dortigen §§ 76 ff. HGB wurden 1969 aufgehoben. Heute unterfallen Handlungsgehilfen, wie andere Lehrlinge, dem Berufsbildungsgesetz (BBiG).
Der Handlungslehrling war traditionell vom Handlungsgehilfen abzugrenzen.